# 松源街道 (庆元县)
松源街道是中华人民共和国浙江省丽水市庆元县下辖的一个街道办事处。
2011年，浙江省人民政府批复同意撤销松源镇、四山乡建制，其行政区域改由庆元县政府直辖。
2011年12月，丽水市人民政府批复同意在庆元县政府直辖区域设立濛洲、松源、屏都3个街道办事处。松源街道辖石龙、咏归、新建、同德4个社区，城北、西门、牛路洋、会溪、坑西、北门、南门、东门、菜业、底村、岙后、上庄、五一、五二、五三、五四、朱村、薰山下、薰坑、坪洋、高漈、三溪、班岱后、砻头、楼下、斜山、深鸟、九漈28个行政村，街道办公地点设在新建路126号（原运管所办公楼）。

## 行政区划
松源街道下辖以下村级行政区划单位：
石龙社区、咏归社区、新建社区、同德社区、东门村、南门村、西门村、北门村、城北村、菜业村、上庄村、底村、牛路洋村、会溪村、坳后村、坑西村、五一村、五二村、五三村、五四村、朱村、薰山下村、薰坑村、坪洋村、班岱后村、砻头村、三溪村、高际村、斜山村、楼下村、九际村和深鸟村。